# اندری لمیشوسکی
اندری لمیشوسکی (انگلیسی: Andriy Lemishevsky؛ زادهٔ ۱ اکتبر ۱۹۸۷) بازیکن فوتبال اهل اوکراین است.